# Lithobius venatoriformis
Lithobius venatoriformis är en mångfotingart som beskrevs av Muralevitch 1914. Lithobius venatoriformis ingår i släktet Lithobius och familjen stenkrypare.
Artens utbredningsområde är Centrala europeiska Ryssland. Inga underarter finns listade i Catalogue of Life.